# Welcome Home Roscoe Jenkins
Welcome Home Roscoe Jenkins es una película de 2008 escrita y dirigida por Malcolm D. Lee y distribuida por Universal Pictures. En la película aparecen: Martin Lawrence, Michael Clarke Duncan, Mike Epps, Mo'Nique, Cedric the Entertainer, Louis CK y James Earl Jones. 

## Sinopsis
Un anfitrión de un famoso talk show deja Los Ángeles para reunirse con su familia.

## Elenco
- Martin Lawrence como Dr. RJ Stevens/Roscoe Steven Jenkins.
- James Earl Jones como Roscoe Steven "Papa" Jenkins, Sr.
- Margaret Avery como Mama Jenkins.
- Joy Bryant como Bianca Kittles.
- Cedric the Entertainer como Clyde Stubbs.
- Nicole Ari Parker como Lucinda Allen.
- Michael Clarke Duncan como Otis Jenkins.
- Mike Epps como Reggie Jenkins.
- Mo'Nique como Betty Jenkins.
- Liz Mikel como Ruthie Jenkins.
- Brooke Lyons como Amy.
- Samantha Smith como Joven Lucinda Allen.
- Reginald Davis Jr. como Joven R.J.
- Gus Hoffman como Joven Clyde.
- Damani Roberts como Jamal Jenkins.
- Brandin Jenkins como Junior Jenkins.
- Louis CK como Marty.

## Producción
La película filmada en Miden, Lousiana, cerca de Shreveport.

## Recepción
La película recibió críticas negativas. Rotten Tomatoes informó que tenía un 24% que los críticos dieron en comentarios positivos.